# Le Vieil-Baugé
Pour les articles homonymes, voir Baugé (homonymie).
Le Vieil-Baugé est une ancienne commune française du Baugeois, située dans le département de Maine-et-Loire et la région Pays de la Loire.
Le 1er janvier 2013, les communes de Baugé, Montpollin, Pontigné, Saint-Martin-d'Arcé et Le Vieil-Baugé se sont regroupées pour former la commune nouvelle dénommée Baugé-en-Anjou dont Le Vieil-Baugé constitue une commune déléguée.
Cette commune rurale se situe dans le Baugeois, à proximité de la ville de Baugé.
Une importante bataille s'y déroule au XVe siècle entre des troupes anglaises et des troupes franco-écossaises. Elle marque la première défaite anglaise depuis le début de la guerre de Cent Ans.

## Géographie

### Localisation
Ce village angevin de l'Ouest de la France se trouve dans le pays Baugeois, au sud de Baugé, sur la route D61 qui va à Baugé.
Le Baugeois est la partie nord-est du département de Maine-et-Loire. Il est délimité au sud par la vallée de l'Authion et celle de la Loire, et à l'ouest par la vallée de la Sarthe.

### Territoire
Sa superficie est de près de 29 km2 (2 863 hectares), et son altitude varie de 27 à 89 mètres, pour une altitude moyenne de 58 mètres.
Le Vieil-Baugé se situe sur l'unité paysagère du Plateau du Baugeois. Le relief du Baugeois est principalement constitué d'un plateau, aux terrains sablonneux, siliceux ou calcaires, caractérisés par de larges affleurements sédimentaires, crétacés, sables et calcaires aux teintes claires.
Une partie de son territoire est classée Natura 2000 pour le site d'importance communautaire de la cavité souterraine de La Poinsonnière, et comporte des zones zones naturelles d'intérêt écologique, floristique et faunistique (ZNIEFF), pour la même zone et celle de la cavité souterraine de La Barangerie.

### Hydrographie
Le territoire de la commune est traversé par la rivière le Couasnon.

### Climat
Le climat angevin est tempéré, de type océanique. Il est particulièrement doux, compte tenu de sa situation entre les influences océaniques et continentales. Généralement les hivers sont pluvieux, les gelés rares et les étés ensoleillés. Le climat du Baugeois est plus continental : plus sec et chaud l'été.

### Aux alentours
Les communes les plus proches sont Baugé (2 km), Bocé (4 km), Saint-Martin-d'Arcé (4 km), Échemiré (4 km), Chartrené (4 km), Cuon (6 km), Pontigné (6 km), Montpollin (6 km), Le Guédeniau (7 km) et Sermaise (7 km).

## Urbanisme
Morphologie urbaine : le village s'inscrit dans un territoire essentiellement rural.

## Toponymie et héraldique

### Toponymie
Formes anciennes du nom : In villa Balgiaco en 999, Vetulus Balgiacus en 1119, Ecclesia Sancti Symphoriani in Veteri Baugeyo en 1148, Vieil-Baugé en 1783, puis Le Vieil-Baugé,,.
L'origine du nom de « Baugé » pourrait venir de « bauge » (lieu boueux). La bauge c'est aussi le repaire du sanglier.
Ses habitants sont appelés les Vieux-Baugeois.

### Héraldique
| Le Vieil-Baugé | Héraldique : d'azur à deux épées d'argent passées en sautoir, cantonnées de trois fleurs de lys d'or, une en chef et deux aux flancs, et d'un léopard du même en pointe. Cet écu évoque la victoire française (fleurs de lys) sur les Anglais (léopard) le 22 mars 1421. |

## Histoire

### Préhistoire et Antiquité
Présence de vestiges d'une occupation préhistorique, dont une hache en pierre polie.
À l'époque gallo-romaine, plusieurs voies d'importance secondaire rayonnaient autour du Vieil-Baugé.

### Moyen Âge
Au Moyen Âge, le Vieil-Beaugé ou le Vieux-Beaugé commande une des vigueries de l'Anjou : Vicaria Balgiensis. Jusqu'au XIe siècle, Baugé se confond avec le Vieil-Baugé, riche alors de deux églises avec prieuré,.
Le fief appartient à Hugues de Beaupreau, qui fait don aux religieux de Saint-Serge d'Angers de l'église Saint-Symphorien.
Au Moyen Âge, c'est un peu plus loin, à Baugé, que Foulques Nerra crée une motte féodale avec château fort et église,.
Au XVe siècle, le roi René, qui aime venir chasser dans les forêts de la région, fait reconstruire le château de Baugé.

### Bataille du Vieil Baugé

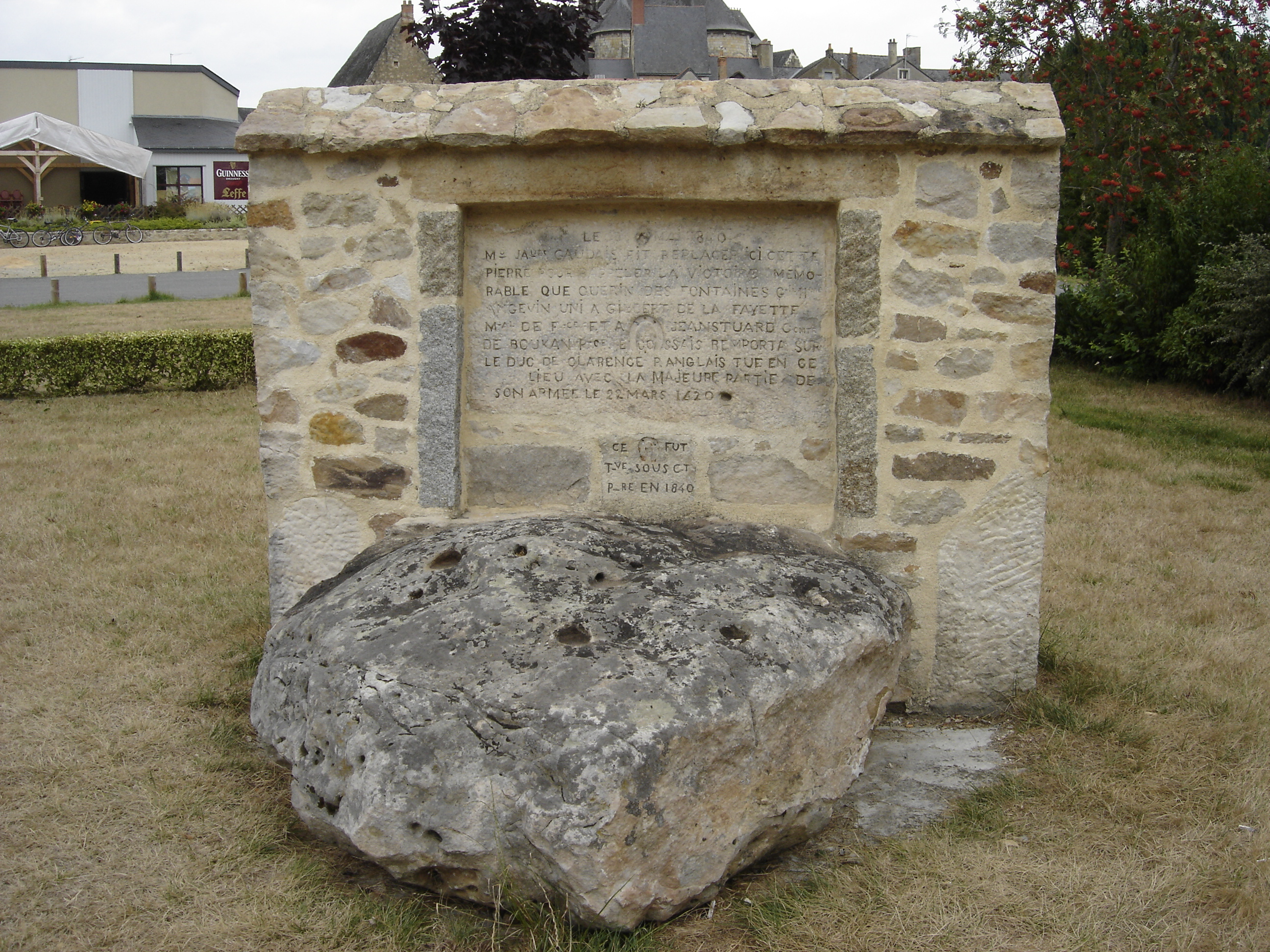
La Pierre de la Bataille.

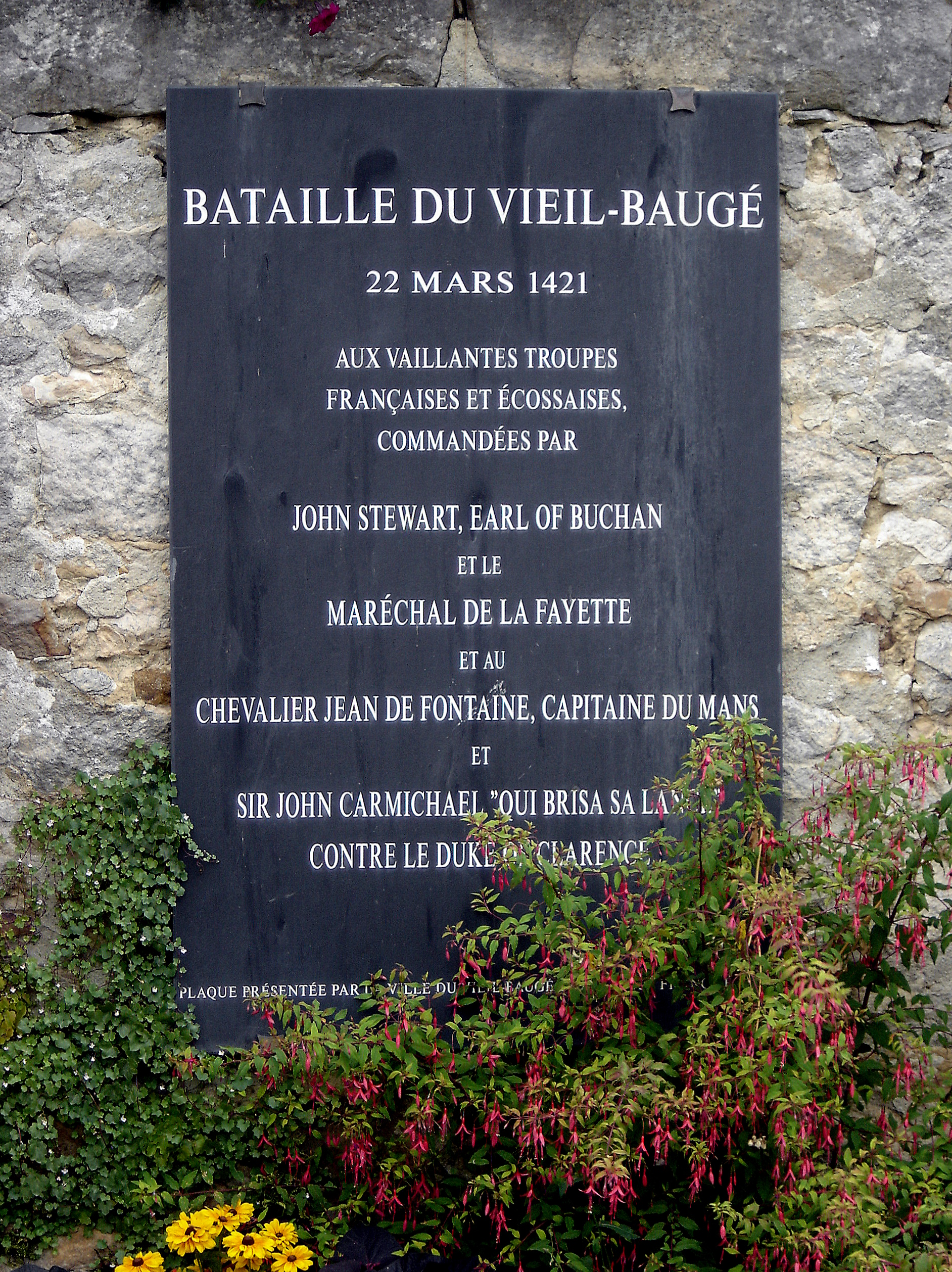
Plaque à la mémoire des hommes qui se sont battus pour défendre le Vieil-Baugé.

Le samedi 22 mars 1421 a lieu au Vieil-Baugé une bataille entre l'armée de Thomas de Lancastre, frère cadet d'Henri V d'Angleterre, et l'armée franco-écossaise du Dauphin Charles — le futur Charles VII — dirigée par John Stuart, 2e comte de Buchan.
Les forces en présence
D'un côté, l'armée franco-écossaise composée de :
- Les troupes françaises sous les ordres de Gilbert III Motier de la Fayette ;
- Les Orléans-Armagnacs sous les ordres du comte Jaques de Ventadour, de Guillaume II d'Avaugour (vicomte de Narbonne) et de Jean Dunois (bâtard de Louis Ier d'Orléans) ;
- Les troupes mancelles et angevines sous les ordres de Jean de Fontaine, Jean du Bellay, Jean de Grezille et Jean de Champagne ;
- Les troupes écossaises sous les ordres de John Stuart.

De l'autre côté, l'armée anglaise avec pour commandant en chef Thomas de Lancastre.
La bataille
Thomas de Lancastre, voulant battre les troupes du Dauphin, n'a pu s'emparer d'Angers averti que les troupes franco-écossaises se reposaient au pied de la citadelle de Baugé, il part de Beaufort-en-Vallée, la veille de Pâques après le déjeuner, pour surprendre ses adversaires. Il commande 4 500 hommes et en laisse environ 2 000 à Beaufort sous les ordres de Thomas de Montacute, comte de Salisbury.
Il arrive le 21 mars vers 16 heures, sur la hauteur qui domine la rive gauche du Couesnon, face au village du Vieil-Baugé. Les archers écossais sont sur le pont permettant l'accès au village. Plus haut, une autre troupe écossaise, estimée à 400 hommes, se trouve sur les hauteurs boisées qui dominent la rivière au nord-est du village. Il ordonne à ses gens de forcer le passage. Ils sont environ 500 qui contournent par un gué le front défendu par les archers écossais. Ils traversent le village et s'engagent sur le chemin de Baugé, en longeant une longue butte boisée. Surgit alors, en tête, le gros des hommes d'armes écossais et sur leur flanc droit les chevaliers armagnacs ainsi que les hommes d'armes de la Duchesse d'Anjou. Les Anglais sont vite submergés et se replient vers le village, mais leur retraite est coupée par les archers écossais au pont sur le Couesnon.
Les Anglais bloqués dans le village subissent l'assaut des Écossais et des vassaux de la Duchesse Yolande. Vers 17 heures, la rive droite du Couasnon est complètement dégagée. Les Anglais essayent de franchir la rivière en amont et en aval du pont, mais celle-ci est en crue et les chevaux lourdement chargés s'embourbent dans les prés marécageux de la rive gauche. Les Anglais sont des cibles faciles pour les archers écossais à cheval en position dominante sur la rive droite. À la tombée de la nuit, une trêve est conclue et l'on dénombre le nombre de morts dans chaque camp.
- Pour les Anglais : 1 054 morts et 500 prisonniers, ceux qui ont échappé au massacre se sont enfuient vers Beaufort. John, bâtard du duc de Clarence, a repris le corps de son père pour le rapporter en Angleterre et le déposer dans la cathédrale de Canterbury.
- Les pertes franco-écossaises sont minimes.

La légende
« À l'issue de la bataille une des mules bâtée de l'arrière-garde ennemie fit trois bonds prodigieux. En retombant une première fois elle frappa de l'empreinte d'un de ses fers une grosse pierre placée sur l'ancienne route de Baugé à Saumur et qui fut transportée vers 1840 près du cimetière actuel du Vieil-Baugé. Elle laissa une deuxième trace à Bois-Lanfray sur la route du Lude. Une troisième empreinte est très visible près de Thorée (Sarthe) à proximité du Loir. »

### Ancien Régime
La seigneurie du Vieil-Baugé reste réunie à la baronnie de Fontaine-Guérin jusqu'à la Révolution.
Sous l'Ancien Régime, la localité dépend de la sénéchaussée angevine de Baugé.

### Époque contemporaine
À la réorganisation administrative qui suit la Révolution, en 1790, Le Vieil-Baugé est rattaché au canton de Baugé et au district de Baugé, puis en 1800 à l'arrondissement de Baugé, et à sa disparition en 1926, à l'arrondissement de Saumur.

### Commune nouvelle de Baugé-en-Anjou
En juin 2011, cinq communes du Baugeois lancent un projet de regroupement : Baugé, Montpollin, Pontigné, Saint-Martin-d'Arcé et Le Vieil-Baugé.
Après la consultation de la population par l'intermédiaire de réunions publiques en novembre et décembre 2011, et la validation de la charte Commune nouvelle du Baugeois, l'ensemble des conseils municipaux vote l'adoption du projet le 8 mars 2012 qui est validé par arrêté préfectoral le 30 mars suivant et mis en place le 1er janvier 2013.
| Nom de la commune   | Population (2010) | Surface (hectares) | Alt. mini (mètres) | Alt. maxi (mètres) |
| ------------------- | ----------------- | ------------------ | ------------------ | ------------------ |
| Baugé               | 3 681             | 855                | 41                 | 102                |
| Montpollin          | 214               | 449                | 56                 | 103                |
| Pontigné            | 257               | 2 417              | 47                 | 92                 |
| Saint-Martin-d'Arcé | 794               | 1 318              | 52                 | 95                 |
| Le Vieil-Baugé      | 1 266             | 2 863              | 27                 | 89                 |
| Ensemble            | 6 212             | 7 902              | 27                 | 103                |

En 2014, un nouveau projet de fusion se dessine, les municipalités de la communauté de communes du canton de Baugé envisageant de se réunir en une seule commune. Le 29 avril 2015, le conseil communautaire se prononce en faveur du projet de commune nouvelle constituée des communes déléguées de Baugé, Montpollin, Pontigné, Saint-Martin-d'Arcé, Le Vieil-Baugé, Clefs, Vaulandry, Bocé, Cuon, Chartrené, Cheviré-le-Rouge, Le Guédeniau, Échemiré, Fougeré, Saint-Quentin-lès-Beaurepaire. Le 18 mai, l'ensemble des conseils municipaux votent en faveur de la création de la commune nouvelle. L'arrêté préfectoral est signé le 10 juillet et porte sur la création au 1er janvier 2016 de la commune nouvelle de « Baugé-en-Anjou », groupant les communes de Baugé-en-Anjou, Bocé, Chartrené, Cheviré-le-Rouge, Clefs-Val d'Anjou, Cuon, Échemiré, Fougeré, Le Guédeniau et Saint-Quentin-lès-Beaurepaire.

## Politique et administration

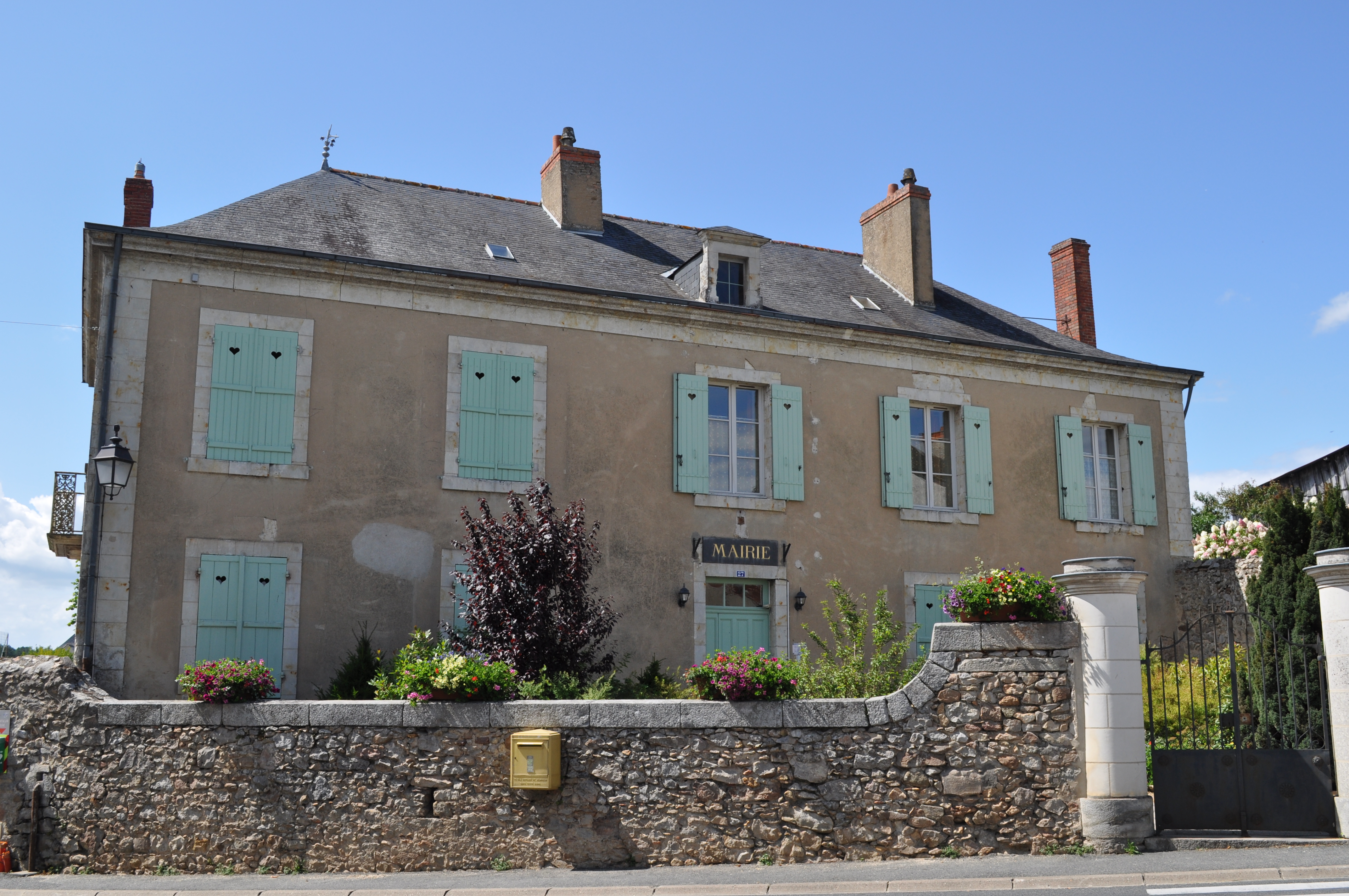
Mairie du Vieil-Baugé.

### Administration actuelle
Depuis le 1er janvier 2013, Le Vieil-Baugé constitue une commune déléguée au sein de la commune nouvelle de Baugé-en-Anjou et dispose d'un maire délégué.
| Période                                  | Période   | Identité          | Étiquette | Qualité                     |
| ---------------------------------------- | --------- | ----------------- | --------- | --------------------------- |
| janvier 2013                             | mars 2014 | Olivier Carton    |           | ancien maire du Vieil-Baugé |
| mars 2014                                | en cours  | Béatrice Tessier, |           |                             |
| Les données manquantes sont à compléter. |           |                   |           |                             |

### Administration ancienne
La commune est créée à la Révolution. Municipalité en 1790. Au 31 décembre 2012, le conseil municipal est composé de 15 élus.
| Période                                  | Période                   | Identité                  | Étiquette | Qualité                               |
| ---------------------------------------- | ------------------------- | ------------------------- | --------- | ------------------------------------- |
| 1787                                     |                           | Cosnier                   |           | Chirurgien, syndic de la municipalité |
| 1791                                     |                           | Joseph Chaslot            |           |                                       |
| 1er messidor an VIII (20 juin 1800)      |                           | Maximilien Thierry        |           |                                       |
| 2 janvier 1808                           | décembre 1813 (démission) | Jacques Bariller de Palée |           |                                       |
| 13 janvier 1814                          |                           | Nicolas-François Delanoue |           | Colonel en retraite                   |
| 7 avril 1815                             |                           | Frémondière               |           |                                       |
| 12 juillet 1815                          | 18 août 1830 (démission)  | Nicolas-François Delanoue |           | Propriétaire                          |
| 24 août 1830                             | mai 1841 (démission)      | Prosper Bertrie           |           |                                       |
| 7 juillet 1841                           |                           | Jacques Lofficial         |           |                                       |
| 13 août 1848                             |                           | Victor Ferrière           |           |                                       |
| 1856                                     |                           | Florent papin             |           |                                       |
| 1860                                     |                           | André Nouchet             |           |                                       |
| 1865                                     |                           | Burgevin                  |           |                                       |
| 1866                                     |                           | Auguste Brisset           |           |                                       |
| 1874                                     |                           | Joseph Froger             |           |                                       |
| 1878                                     |                           | Auguste Brisset           |           |                                       |
| 1881                                     |                           | Théophile Raimbault       |           |                                       |
| 21 juin 1903                             |                           | Jules Alusse              |           |                                       |
| décembre 1919                            |                           | Louis Licois              |           |                                       |
| mai 1925                                 |                           | Louis Frémont             |           |                                       |
| mai 1945                                 |                           | Georges Boucher           |           |                                       |
| octobre 1947                             |                           | Georges Tessier           |           |                                       |
| mars 1971                                |                           | Gérard Rabouan            |           |                                       |
| mars 2001                                | décembre 2012             | Olivier Carton            |           |                                       |
| Les données manquantes sont à compléter. |                           |                           |           |                                       |

### Jumelage
La commune ne comporte pas de jumelage.

### Ancienne situation administrative

#### Intercommunalité
Au 31 décembre 2012, la commune du Vieil-Baugé est intégrée à la communauté de communes canton de Baugé ; structure intercommunale ayant pour objet d'associer des communes au sein d'un espace de solidarité, en vue de l'élaboration d'un projet commun de développement et d'aménagement de l'espace.
Créée en 1994, cette structure intercommunale regroupe jusqu'en décembre 2012 quinze communes du canton, dont Baugé, Montpollin, Pontigné, Saint-Martin-d'Arcé et Le Vieil-Baugé.
La communauté de communes est, à cette date, membre du syndicat mixte Pays des Vallées d'Anjou (SMPVA), structure administrative d'aménagement du territoire regroupant six communautés de communes : Beaufort-en-Anjou, canton de Baugé, canton de Noyant, Loir-et-Sarthe, Loire Longué, Portes-de-l'Anjou.

#### Autres administrations
Au 31 décembre 2012, la commune du Vieil-Baugé est adhérente du conseil de développement du Pays des Vallées d'Anjou (CDPVA), du syndicat intercommunal d'eau et d'assainissement de l'agglomération baugeoise, du syndicat mixte intercommunal de valorisation et de recyclage thermique des déchets de l'Est Anjou (SIVERT), du syndicat intercommunal pour l'aménagement du Couasnon (SIAC).
Le SIVERT est, à cette date, le syndicat intercommunal de valorisation et de recyclage thermique des déchets de l'Est Anjou, situé à Lasse.

#### Autres circonscriptions
Au 31 décembre 2012, la commune du Vieil-Baugé fait partie du canton de Baugé et de l'arrondissement de Saumur. Le canton de Baugé comprenait en décembre 2012 quinze communes. C'était l'un des quarante-et-un cantons que comptait le département ; circonscriptions électorales servant à l'élection des conseillers généraux, membres du conseil général du département.
À cette date, Le Vieil-Baugé est dans la troisième circonscription de Maine-et-Loire, composée de huit cantons dont Longué-Jumelles et Noyant. La troisième circonscription de Maine-et-Loire est l'une des sept circonscriptions législatives que compte le département.

## Population et société

### Évolution démographique
L'évolution du nombre d'habitants est connue à travers les recensements de la population effectués dans la commune depuis 1793. À partir du 1er janvier 2009, les populations légales des communes sont publiées annuellement dans le cadre d'un recensement qui repose désormais sur une collecte d'information annuelle, concernant successivement tous les territoires communaux au cours d'une période de cinq ans. 
Pour les communes de moins de 10 000 habitants, une enquête de recensement portant sur toute la population est réalisée tous les cinq ans, les populations légales des années intermédiaires étant quant à elles estimées par interpolation ou extrapolation. Pour la commune, le premier recensement exhaustif entrant dans le cadre du nouveau dispositif a été réalisé en ,.
En 2010, la commune comptait 1 266 habitants.
| 1831  | 1836  | 1841  | 1846  | 1851  | 1856  | 1861  | 1866  | 1872  |
| ----- | ----- | ----- | ----- | ----- | ----- | ----- | ----- | ----- |
| 1 926 | 1 882 | 1 955 | 2 060 | 2 022 | 1 541 | 1 524 | 1 511 | 1 506 |

| 1876  | 1881  | 1886  | 1891  | 1896  | 1901  | 1906  | 1911  | 1921  |
| ----- | ----- | ----- | ----- | ----- | ----- | ----- | ----- | ----- |
| 1 503 | 1 421 | 1 386 | 1 435 | 1 430 | 1 416 | 1 367 | 1 307 | 1 133 |

| 1926  | 1931  | 1936  | 1946  | 1954  | 1962  | 1968  | 1975  | 1982  |
| ----- | ----- | ----- | ----- | ----- | ----- | ----- | ----- | ----- |
| 1 215 | 1 123 | 1 118 | 1 239 | 1 207 | 1 151 | 1 143 | 1 093 | 1 098 |

| 1990  | 1999  | 2005  | 2006  | 2010  | - | - | - | - |
| ----- | ----- | ----- | ----- | ----- | - | - | - | - |
| 1 172 | 1 252 | 1 302 | 1 316 | 1 266 | - | - | - | - |

### Pyramide des âges
La population de la commune est relativement jeune. Le taux de personnes d'un âge supérieur à 60 ans (19,5 %) est en effet inférieur au taux national (21,8 %) et au taux départemental (21,4 %). Contrairement aux répartitions nationale et départementale, la population masculine de la commune est sensiblement égale à la population féminine.
La répartition de la population de la commune par tranches d'âge est, en 2008, la suivante :
- 49,7 % d'hommes (0 à 14 ans = 20,4 %, 15 à 29 ans = 16,2 %, 30 à 44 ans = 22,6 %, 45 à 59 ans = 22,1 %, plus de 60 ans = 18,7 %) ;
- 50,3 % de femmes (0 à 14 ans = 24,6 %, 15 à 29 ans = 14,2 %, 30 à 44 ans = 21,4 %, 45 à 59 ans = 19,5 %, plus de 60 ans = 20,3 %).

| Hommes | Classe d’âge | Femmes |
| ------ | ------------ | ------ |
| 0,3    | 90 ans ou +  | 0,8    |
| 6,0    | 75 à 89 ans  | 6,7    |
| 12,4   | 60 à 74 ans  | 12,8   |
| 22,1   | 45 à 59 ans  | 19,5   |
| 22,6   | 30 à 44 ans  | 21,4   |
| 16,2   | 15 à 29 ans  | 14,2   |
| 20,4   | 0 à 14 ans   | 24,6   |

| Hommes | Classe d’âge | Femmes |
| ------ | ------------ | ------ |
| 0,4    | 90 ans ou +  | 1,1    |
| 6,3    | 75 à 89 ans  | 9,5    |
| 12,1   | 60 à 74 ans  | 13,1   |
| 20,0   | 45 à 59 ans  | 19,4   |
| 20,3   | 30 à 44 ans  | 19,3   |
| 20,2   | 15 à 29 ans  | 18,9   |
| 20,7   | 0 à 14 ans   | 18,7   |

### Vie locale
Services publics présents sur la commune : mairie, école maternelle et primaire. D'autres services publics se trouvent à Baugé, dont le collège, l'hôpital intercommunal et le centre de secours.
Outre les services publics, plusieurs commerces sont présents sur la commune : coiffure, couture, boulangerie pâtisserie, etc.
L'hôpital intercommunal du Baugeois et de la Vallée, ainsi que les maisons de retraite, se situent à Baugé.
La collecte des déchets ménagers (tri sélectif) est organisée par la Communauté de Communes du canton de Baugé. La déchèterie intercommunale se situe sur la commune de Saint-Martin-d'Arcé.
Très répandu dans le Baugeois, plusieurs cercles de boule de fort sont également présents sur la commune.

## Économie
Commune principalement agricole, sur 99 établissements présents dans le territoire de la commune à fin 2010, 41 % relèvent du secteur de l'agriculture (pour une moyenne de 17 % sur le département), 4 % du secteur de l'industrie, 11 % du secteur de la construction, 37 % de celui du commerce et des services et 6 % du secteur de l'administration et de la santé. Fin 2009, 87 établissements sont présents dans la commune, dont 45 % relèvent du secteur de l'agriculture.
Liste des AOC sur le territoire :
- IGP Bœuf du Maine, IGP Porc de la Sarthe, IGP Volailles de Loué, IGP Volailles du Maine, IGP Œufs de Loué ;
- IGP Cidre de Bretagne ou Cidre breton ;
- IGP Maine-et-Loire blanc, IGP Maine-et-Loire rosé, IGP Maine-et-Loire rouge.

## Culture locale et patrimoine

### Lieux et monuments
La commune du Vieil-Baugé comporte plusieurs monuments inscrits au Patrimoine, dont trois monuments historiques :
- Château de Montivert, du XIXe siècle, château de la fin de la période néo-gothique, édifié entre 1893 et 1895, inspiré des demeures angevines de l'époque du roi René, monument historique classé le 8 mars 1994 (PA00132704)[46].
- L'église Saint-Symphorien, église romane des XIe et XVIe siècles. La flèche précédente du clocher était en pierre. L'actuelle date de 1856 et a sans doute été construite volontairement tordue, comme d'autres clochers du Baugeois. La torsion n'intéresse que la moitié inférieure de la flèche, la pointe étant restée droite à partir du point de dévers. Monument historique classé le 19 décembre 1973 (PA00109404)[47].
- Le logis de Clairefontaine, situé à la sortie de Baugé sur la commune du Vieil-Baugé, des XIIIe et XVe siècles, entièrement meublé XVe-XVIIe siècles, ancienne grange cistercienne des XIIe-XIVe siècles, transformée en manoir au début du XVe siècle[48]. Monument historique classé le 28 décembre 1984 (PA00109405)[49].

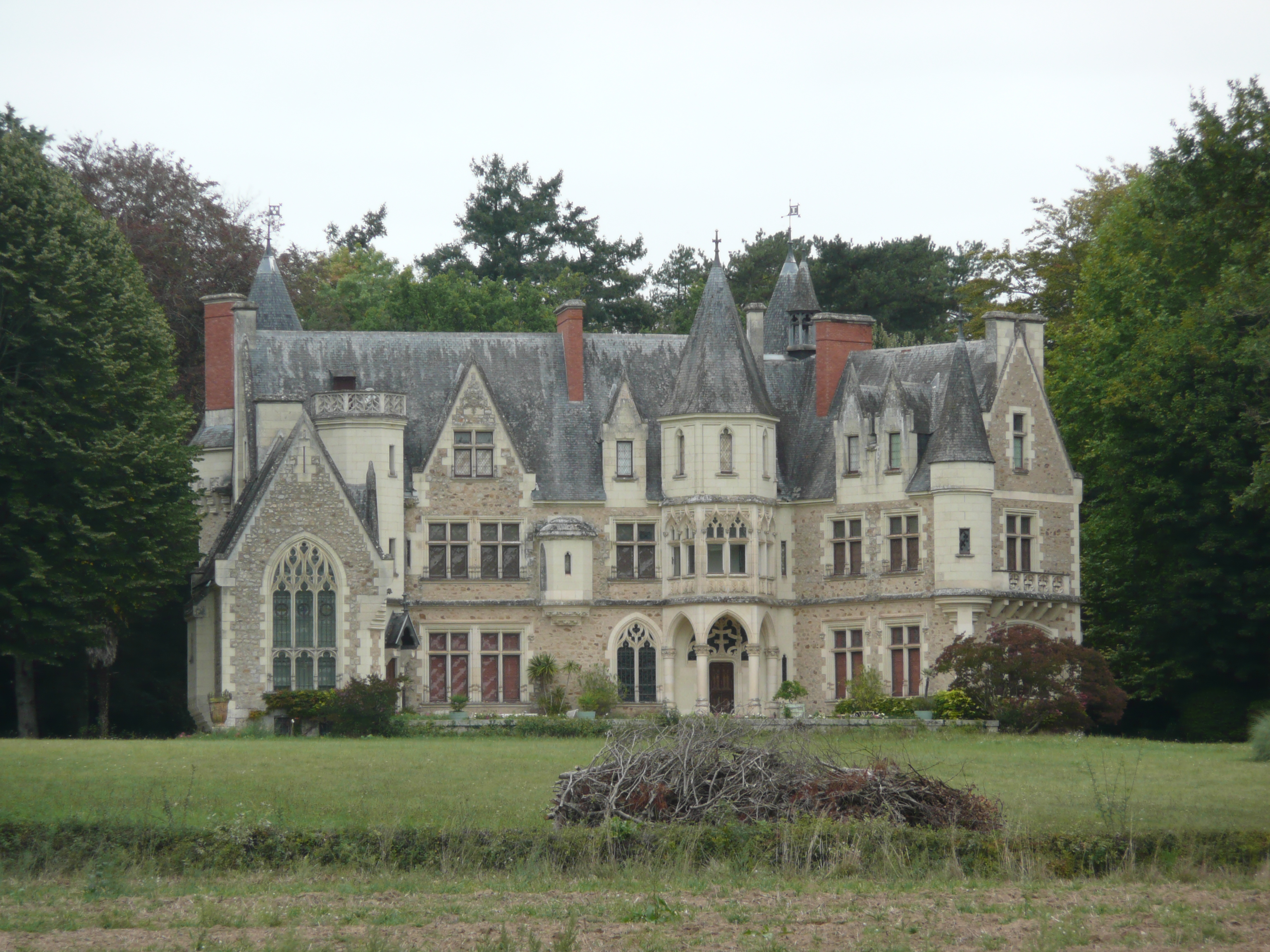
Château de Montivert.
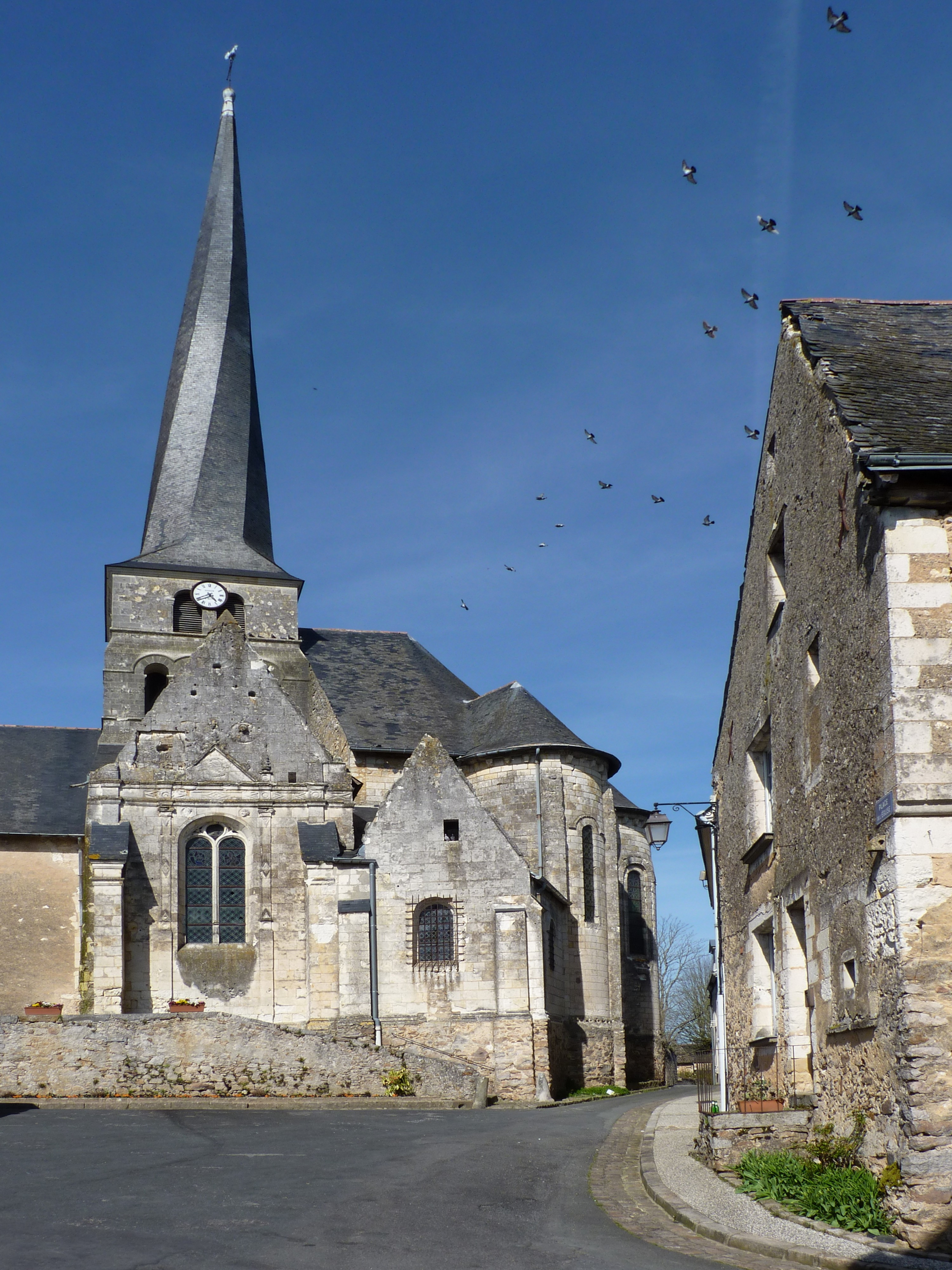
Église Saint-Symphorien.
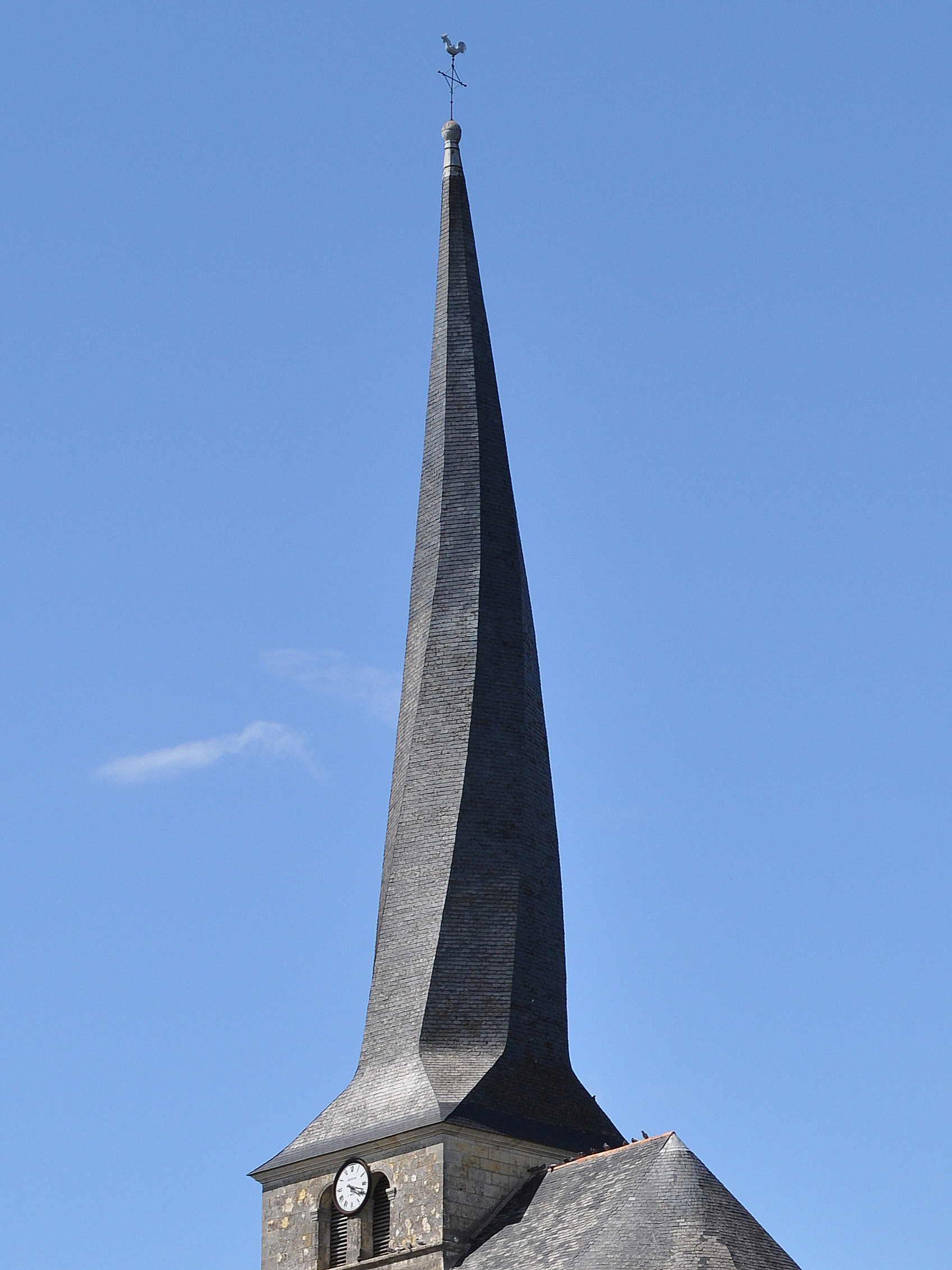
Église Saint-Symphorien - Clocher tors.
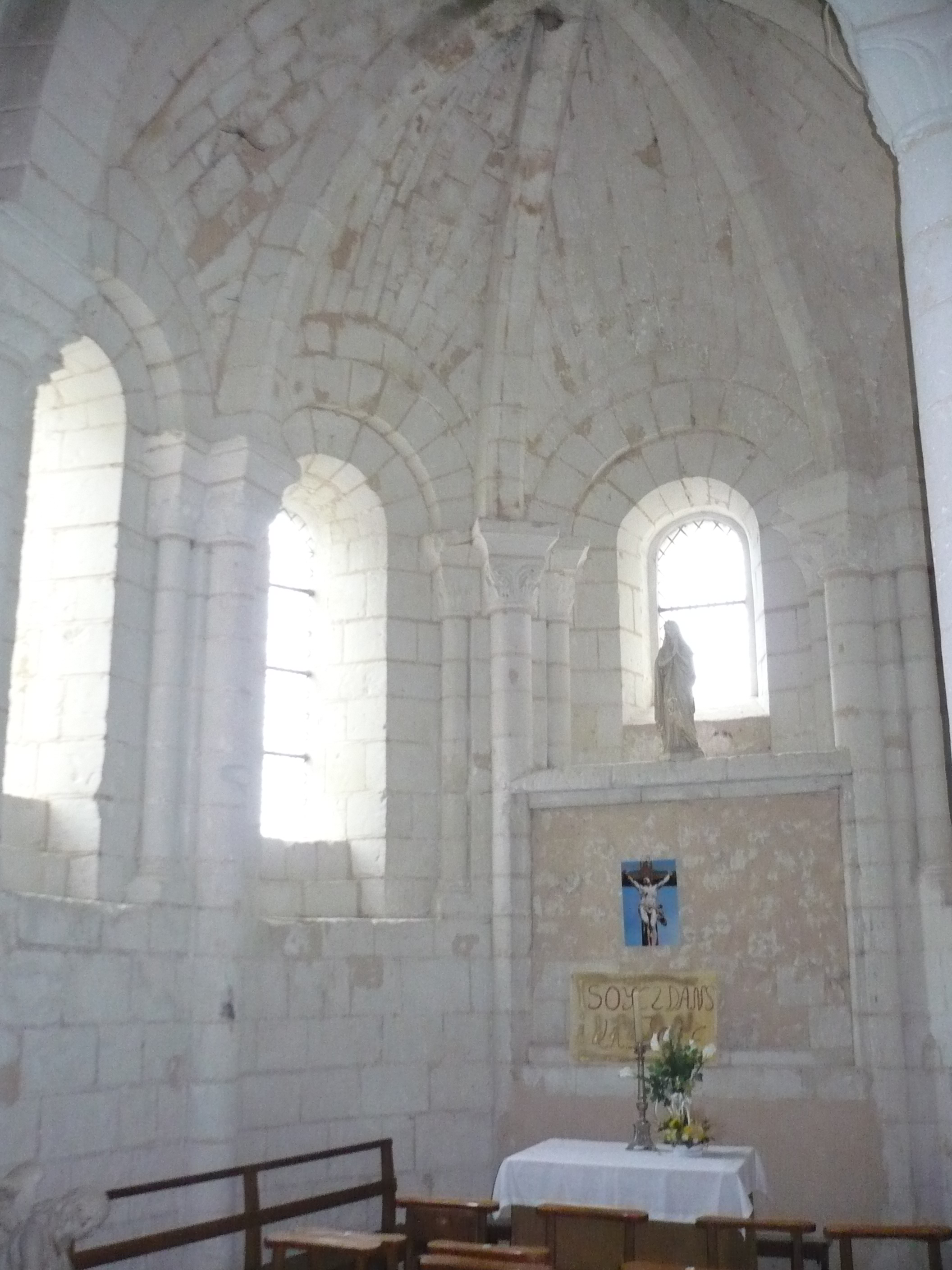
Église Saint-Symphorien.
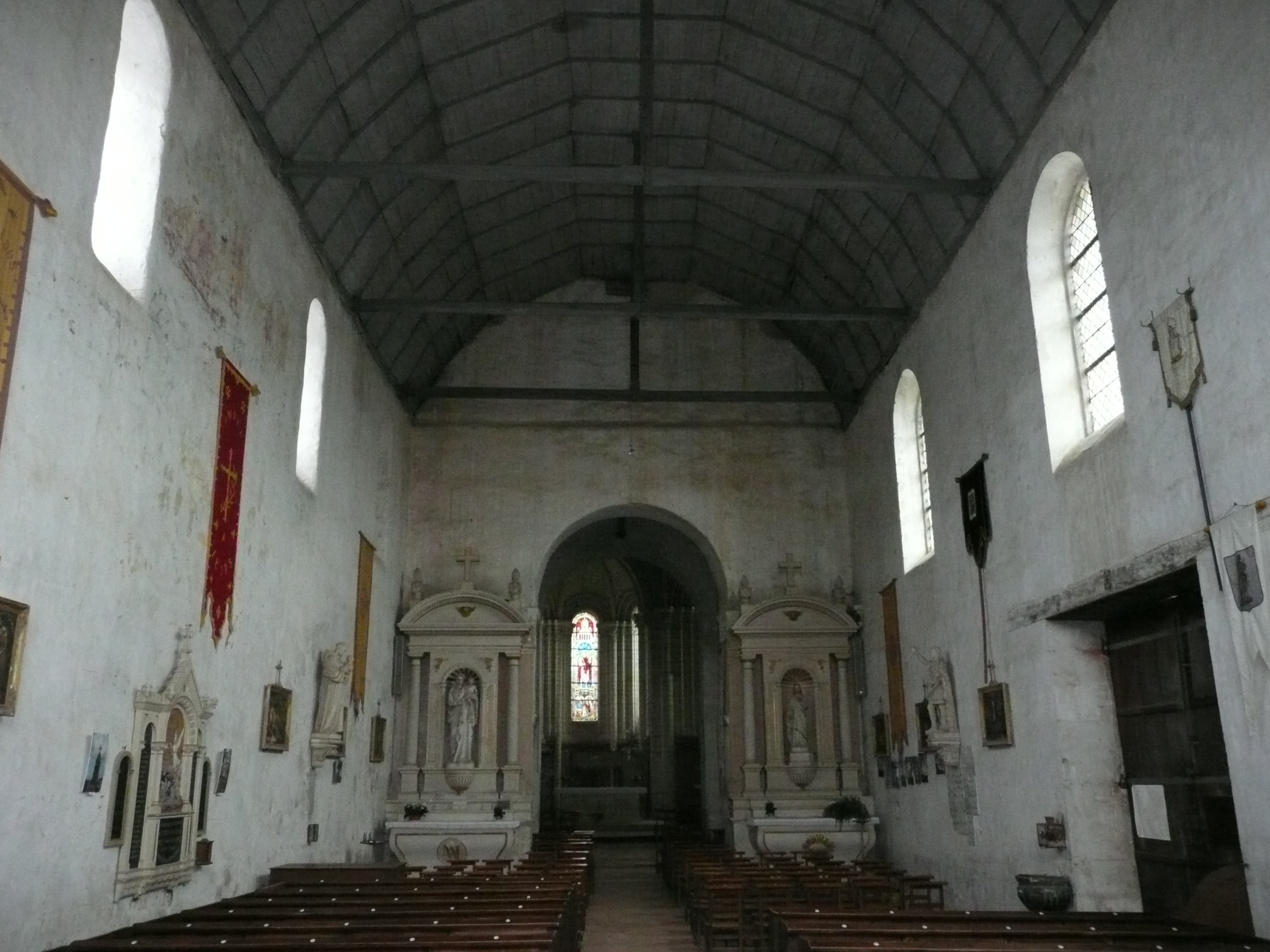
Église Saint-Symphorien.
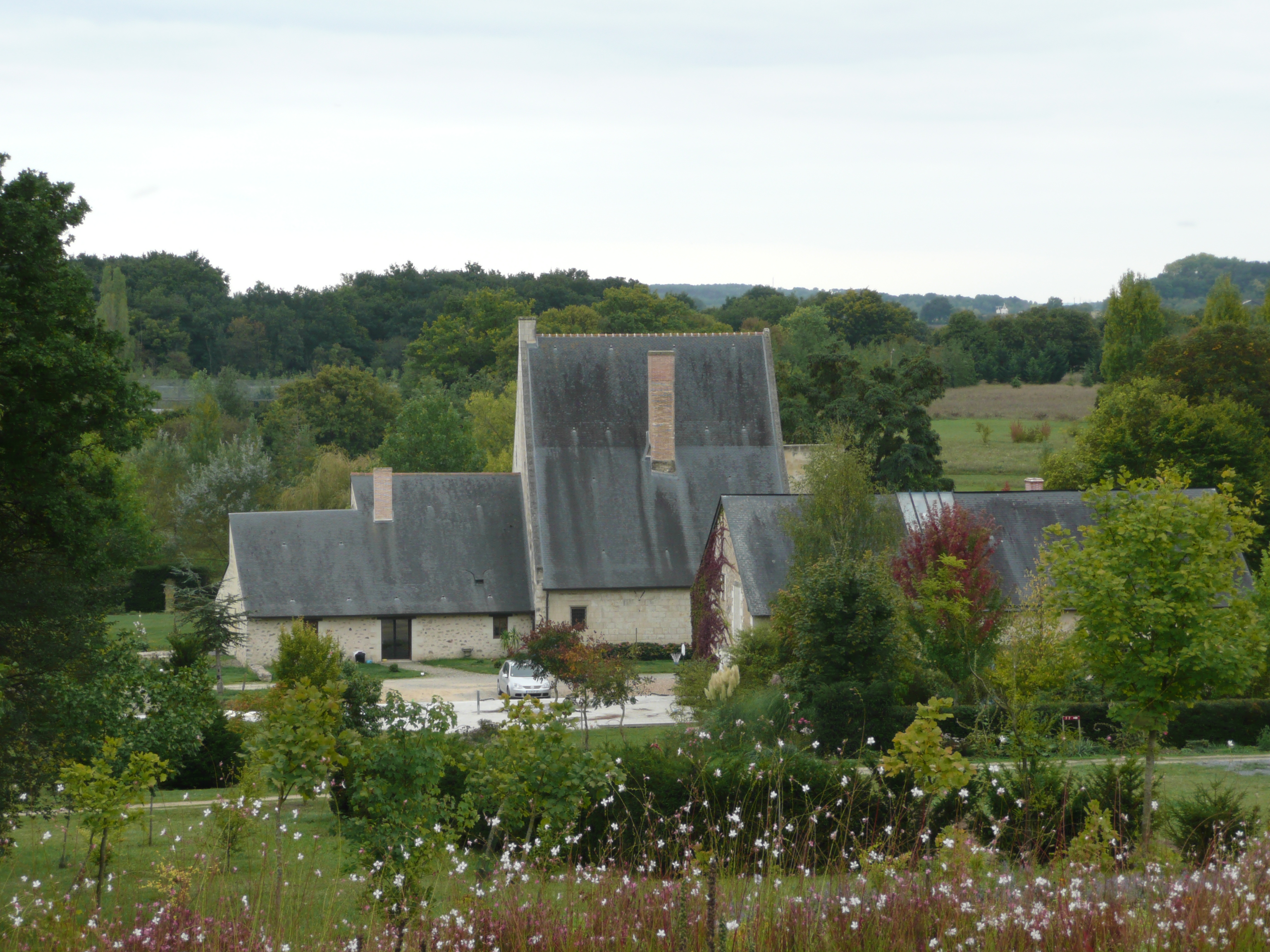
Manoir de Clairefontaine.

- Château Coutrolle, des XVIe XVIIIe et XIXe siècles, avec chapelle (Notre-Dame-de-Pitié), inventaire général.
- Château Landifer, proche de Bocé, des XVIe et XIXe siècles, inventaire général.
- Château le Perray, du XIXe siècle, inventaire général.
- Plusieurs fermes et maisons, des XVe XVIe XVIIe XVIIIe et XIXe siècles inventaire général.
- Lavoir, du XIXe siècle, alimenté par une source dont le débit est de un litre par seconde, inventaire général.
- Plusieurs manoirs, des XVe XVIe XVIIe XVIIIe et XIXe siècles, inventaire général.
- Plusieurs moulins, des XIe XVe XVIIe et XIXe siècles, inventaire général.
- Pont dit le Pont-Godeau, du XIXe siècle (1846), inventaire général.
- Presbytère, des XVIe et XIXe siècles, inventaire général.

Aux alentours du Vieil-Baugé se trouvent quatre autres clochers tors, à Fontaine-Guérin, Fougeré, Mouliherne et Pontigné. Il y en a quatre autres dans le département de Maine-et-Loire qui est ainsi la plus forte concentration de clochers de ce type en France.

### Personnalités liées à la commune
- Henri-René Bernard de la Frégeolière (1759-1835), chef chouan et maréchal de camp français, mort le 25 janvier 1835 au Vieil-Baugé.
- Le chanteur Jann Halexander a consacré en 2017 une chanson au village, Un dimanche à Vieil-Baugé[50].